# Thomas Jordan (Ökonom)

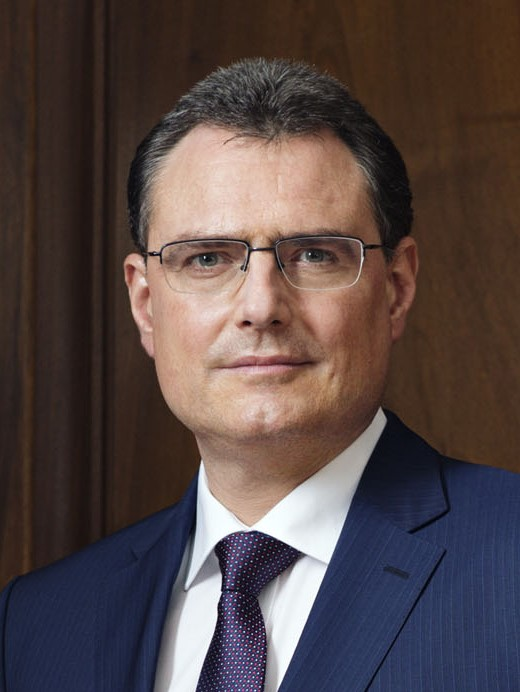
Thomas Jordan (2015)

Thomas Jakob Ulrich Jordan (* 28. Januar 1963 in Biel) ist ein Schweizer Ökonom und war von 2012 bis 2024 Präsident des Direktoriums der Schweizerischen Nationalbank.

## Leben
Jordan wuchs im Bieler Beaumontquartier als Sohn eines Oberrichters auf und besuchte das Gymnasium Alpenstrasse. Er ist mit einer Fachhochschuldozentin verheiratet und Vater von zwei Söhnen. In seiner Jugend spielte er wettkampfmässig Wasserball.

## Ausbildung
Nach Maturität und Militärdienst studierte Jordan ab 1985 Wirtschaftswissenschaften an der Universität Bern und schloss das Studium als lic. rer. pol. 1989 ab. Er promovierte 1993 zum Dr. rer. pol. bei Ernst Baltensperger und Peter Kugler mit einer Arbeit über die Europäische Währungsunion. In seiner Dissertation untersuchte er die Auswirkungen des Verlusts der geldpolitischen Autonomie und der Kontrolle über die Seigniorageeinnahmen der Mitgliedsländer der Währungsunion auf die Höhe ihrer Staatsverschuldung und die sich daraus ergebende Implikation für die europäische Geldpolitik.
Danach absolvierte Jordan einen dreijährigen postdoktoralen Forschungsaufenthalt am Department of Economics der Harvard University in den USA, wo er seine Habilitationsschrift verfasste. Die Habilitationsschrift befasst sich mit dem Einfluss von unabhängigen Zentralbanken auf die Höhe von Inflation und Produktion und sagt aus, dass die Berufung eines im Vergleich zur Regierung inflationsaversen Zentralbankers den makroökonomischen Leistungsausweis eines Landes verbessere.

## Lehre und Forschung
Jordan lehrt Geldtheorie und Geldpolitik. Er wurde von der Universität Bern 1998 zum Privatdozenten und 2003 zum Honorarprofessor ernannt. Zwischen 2002 und 2007 war Jordan zudem Lehrbeauftragter an der Universität Zürich, wo er noch immer sporadisch Vorträge hält. 2017 wurde Jordan die Ehrendoktorwürde der Wirtschaftswissenschaftlichen Fakultät (WWZ) der Universität Basel verliehen aufgrund seiner Verdienste um die schweizerische Geld- und Währungspolitik in äusserst turbulenten Zeiten.
Jordan publizierte eine Reihe von Artikel zur schweizerischen Geldpolitik.
2014 sprach Jordan an der Gedenkfeier zum Ustertag. Er hielt 2020 die Michel Camdessus Lecture des IWF und 2022 die John Olcay Lecture des Peterson Institut.
Jordan war Präsident des International Center for Monetary and Banking Studies am Geneva Graduate Institute. Er ist zudem Mitglied der ETH Foundation und des Advisory Board des Departement of Economics der Universität Zürich.

## Berufliche Tätigkeit
Jordan trat 1997 in die Schweizerische Nationalbank als wissenschaftlicher Berater in die Forschungsabteilung ein. Zwei Jahre später wurde er zum Vizedirektor und Leiter der Organisationseinheit Forschung ernannt. Nachdem er auf Anfang 2004 zum Direktor befördert worden war, ernannte ihn der Bundesrat auf Mitte 2004 zum Stellvertretenden Mitglied des Direktoriums und zum Stellvertreter des Vorstehers des III. Departements. In dieser Funktion leitete Jordan den Bereich Finanzmärkte, mit den Gebieten Geldmarktoperationen, Devisen- und Goldoperationen, Asset-Management, Risikomanagement sowie Finanzmarktanalysen.
Per Anfang Mai 2007 ernannte der Bundesrat Jordan zum Mitglied des Direktoriums und Vorsteher des III. Departements in Zürich. Das III. Departement umfasst neben dem Bereich Finanzmärkte auch die Bereiche Operatives Bankgeschäft und Informatik.
Auf Anfang 2010 wurde Jordan vom Bundesrat zum Vizepräsidenten des Direktoriums gewählt. Damit übernahm er die Leitung des II. Departements in Bern, mit den Bereichen Finanzstabilität, Bargeld, Finanzen und Risiken.
Nach dem Rücktritt von Philipp Hildebrand übernahm Jordan am 9. Januar 2012 interimistisch den Vorsitz des Direktoriums. Am 18. April 2012 wurde er vom Bundesrat zum neuen Präsidenten des Direktoriums der Nationalbank ernannt. Seither obliegt ihm auch die Leitung des I. Departements in Zürich mit den Aufgabenbereichen Volkswirtschaft, Internationale Währungskooperation, Statistik und den Stabsfunktionen.
Jordan wurde per Mitte 2015 und 2021 jeweils für eine sechsjährige Amtszeit als Präsident des Direktoriums durch den Bundesrat wiedergewählt.
Jordan war Präsident des Stabfund, dem Fonds der SNB für die Rettung der UBS, von der Gründung 2008 bis zu dessen Auflösung im Jahr 2013. Er war auch von 2009 bis 2010 Vizepräsident der vom Bundesrat eingesetzten ersten Expertenkommission zum Thema «Too Big to Fail».
Jordan ist Gouverneur des Internationalen Währungsfonds für die Schweiz. Er vertritt die Schweiz im Verwaltungsrat der Bank für Internationalen Zahlungsausgleich und ist Vorsitzender des Banking und Risikomanagement Ausschusses. Jordan ist Mitglied des Plenums und des Steuerungsausschusses sowie Vorsitzender des ständigen Ausschusses für Budget und Ressourcen des Financial Stability Board.
Von 2010 bis 2021 war Jordan Vorsitzender der Central Bank Counterfeit Deterrence Group (CBCDG) der G10 Zentralbanken. CBCDG widmet sich der Bedrohung der Sicherheit von Banknoten durch Fälschungen.
Am 1. März 2024 teilte die Schweizerische Nationalbank den Rücktritt von Jordan per Ende September 2024 mit. Am 26. Juni 2024 hat der Bundesrat Martin Schlegel zu seinem Nachfolger gewählt.
Ab April 2025 wird Jordan im Verwaltungsrat der Zürich Versicherung Einsitz nehmen.

## Schriften (Auswahl)
- Die Schweiz und die Bestrebungen zur Bildung einer Europäischen Währungsunion. Paul Haupt, Bern 1993, ISBN 3-258-04883-5 (Berner Beiträge zur Nationalökonomie. Bd. 65). (mit Ernst Baltensperger)
- Seigniorage, Defizite, Verschuldung und Europäische Währungsunion. Paul Haupt, Bern 1994, ISBN 3-258-04897-5 (Berner Beiträge zur Nationalökonomie. Bd. 67). Dissertation Univ. Bern, 1993.
- Disinflation Costs, Accelerating Inflation Gains, and Central Bank Independence, Weltwirtschaftliches Archiv = Review of World Economics, 1997. 133(1): pp. 1–21.
- Inflation Bias, Output Stabilization, and Central Bank Independence", Paul Haupt, Bern 2001, (Berner Beiträge zur Nationalökonomie; Bd. 87).  ISBN 3-258-06266-8. Habilitationsschrift Univ. Bern, 1998.
- Are there Shifts in the Output-Inflation Trade-off? The Case of Switzerland. In: Swiss Journal of Economics and Statistics = Schweizerische Zeitschrift für Volkswirtschaft und Statistik = Revue Suisse d’Economie Politique et de Statistique, 1998. 134 (2): S. 121–132. (mit E. Baltensperger)
- The Demand for M3 and Inflation Forecasts: An Empirical Analysis for Switzerland. In: Weltwirtschaftliches Archiv = Review of World Economics, 2003. 137 (2): S. 244–272. (mit E. Baltensperger und M. Savioz)
- Structural Vector Autoregressions and the Analysis of Monetary Policy Interventions: the Swiss Case. In: Swiss Journal of Economics and Statistics = Schweizerische Zeitschrift für Volkswirtschaft und Statistik = Revue Suisse d’Economie Politique et de Statistique, 2004. 140 (1): S. 67–87. (mit P. Kugler)
- GDP Data Revisions and Forward-Looking Monetary Policy in Switzerland. In: North American Journal of Economics and Finance, 2005. 16 (3): pp. 351–372. (mit P. Kugler, C. Lenz, M. Savioz)
- Ten Years Experience with the Swiss National Bank’s Monetary Policy Strategy, Swiss Journal of Economics and Statistics = Schweizerische Zeitschrift für Volkswirtschaft und Statistik = Revue Suisse d’Economie Politique et de Statistique, 2010. 146(1): pp. 9–90. (mit M. Peytrignet und E. Rossi)
- The impact of international spillovers on inflation dynamics and independent monetary policy: the Swiss experience, in: Inflation Dynamics and Monetary Policy, A symposium sponsored by The Federal Reserve Bank of Kansas City, Jackson Hole, 27-29 August 2015: pp.171-200.
- The impact of international spillovers on Swiss inflation and the exchange rate. In: Journal of International Money and Finance. Band 68, 2016, S. 262–265, doi:10.1016/j.jimonfin.2016.02.005.
- Monetary policy under new constraints: Challenges for the Swiss National Bank, in: Reassessing constraints on the economy and policy, A symposium sponsored by The Federal Reserve Bank of Kansas City, Jackson Hole, 25-27 August 2022, pp. 465-484
- The Swiss National Bank’s monetary policy response to the post-COVID period of high inflation, in: Monetary Policy Responses to the Post-Pandemic Inflation, edited by Bill English, Kristin Forbes and Angel Ubide, pp. 119-129.